# Тюмер Метін
Тюмер Метін (тур. Tümer Metin, нар. 14 жовтня 1974, Зонгулдак) — турецький футболіст, що грав на позиції півзахисника.
Виступав, зокрема, за клуб «Бешикташ», а також національну збірну Туреччини, у складі якої ув півфіналістом чемпіонату Європи 2008 року.
Дворазовий чемпіон Туреччини. Володар Кубка Туреччини. 

## Клубна кар'єра
Народився 14 жовтня 1974 року в місті Зонгулдак. У дорослому футболі дебютував 1994 року виступами за команду місцевого друголігового клубу «Зонгулдакспор», в якій провів три сезони, взявши участь у 89 матчах чемпіонату. 
Протягом 1997—2001 років захищав кольори команди клубу «Самсунспор».
Своєю грою за останню команду привернув увагу представників тренерського штабу клубу «Бешикташ», до складу якого приєднався 2001 року. Відіграв за стамбульську команду наступні п'ять сезонів своєї ігрової кар'єри. Більшість часу, проведеного у складі «Бешикташа», був основним гравцем команди. За цей час виборов титул чемпіона Туреччини.
2006 року перейшов до «Фенербахче», у складі якої у першому ж сезоні знову став чемпіоном Туреччини. Проте згодом втратив місце у складі і частину 2008 року провів в оренді у грецькій «Ларисі». 2009 року вже на умовах повноцінного контракту став повернувся до «Лариси».
Завершив професійну ігрову кар'єру в іншому грецькому клубі «Керкіра», за команду якого виступав протягом частини 2011 року.

## Виступи за збірну
2003 року дебютував в офіційних матчах у складі національної збірної Туреччини. Протягом кар'єри у національній команді, яка тривала 6 років, провів у формі головної команди країни 26 матчів, забивши 7 голів.
У складі збірної був учасником чемпіонату Європи 2008 року в Австрії та Швейцарії, де взяв участь у двох матчах команди, яка сягнула стадії півфіналів світової першості.

## Титули і досягнення
- Чемпіон Туреччини (2):

«Бешикташ»: 2002-2003
«Фенербахче»: 2006-2007
- Володар Кубка Туреччини (1):

«Бешикташ»: 2005-2006
- Володар Суперкубка Туреччини (1):

«Фенербахче»: 2007